# ProKennex
ProKennex est une entreprise Taïwanaise qui s'est essentiellement spécialisée dans le tennis, le squash, le badminton et les sports de raquette en général en produisant à la fois des vêtements, des équipements, des balles et des raquettes.

## Histoire
En 1969 à Taïwan Kunnan Lo créé la société Kunnan Enterprises qui produit des produits sports et devient le premier producteur mondial de raquettes, pour différentes marques. En 1978 il créé sa propre marque : ProKennex. En 1980, ProKennex fabrique la première raquette de tennis graphite.
En 1994, la firme lance une série de raquettes utilisant la technologie KINETIC qui réduit les chocs et vibrations.
En 1999, elle lance la série de raquettes CORE.
Actuellement, la gamme de raquettes ProKennex s'articule autour de la déclinaison “Ionic Ki 5”.
Le tennisman italien Andreas Seppi, qui atteint le 22e rang mondial au classement ATP, est équipé par ProKennex.